# Grobelno (gmina Šmarje pri Jelšah)
Grobelno – wieś w Słowenii, w gminie Šmarje pri Jelšah. W 2018 roku liczyła 308 mieszkańców.